# InnoGames
InnoGames GmbH — немецкая компания, специализирующаяся на разработке и издании браузерных и мобильных онлайн-игр. Бренд компании широко известен по онлайн-играм Forge of Empires, Tribal Wars и другими. Главный офис компании расположен в городе Гамбург, на севере Германии.

## История
В 2003 году Хендрик и Эйке Клиндворты в качестве хобби создали и выпустили браузерную онлайн-игру под названием Die Stämme. К концу 2005 года в данную игру играли более пяти тысяч активных пользователей. Вдохновившись успехом, они решили разработать и издать более совершенную и улучшенную браузерную онлайн-игру. В начале 2007 года они основали компанию InnoGames, с помощью которой они дали большой толчок своему делу. В последующие годы компания выпустила ряд браузерных и мобильных онлайн-игр, тем самым став узнаваемым брендом не только в Германии, но и в Европе и мире.
В мае 2010 года инвестор Fidelity Growth Partners Europe (FGPE) присоединился к InnoGames, с небольшой долей. В том же году, один из бывших должностных лиц Electronic Arts — Герхард Флорин стал одним из председателей InnoGames. К концу 2012 года, в игры InnoGames играли более 100 миллионов пользователей, а прибыль компании достигла более 50 миллионов евро. В 2016 году в игры InnoGames играли более 150 миллионов пользователей.

## Игры InnoGames
- Tribal Wars — первая игра InnoGames, которая изначально называлась Die Stämme. В России и странах постсоветского пространства известна по названию Война племён. Является браузерной и мобильной онлайн-игрой в жанре средневековой стратегии. Считается что именно эта игра принесла компании успех и известность.
- Forge of Empires — браузерная и мобильная онлайн-игра в жанре стратегия и градостроительство. Данная игра также считается большим успехом компании.
- Elvenar — браузерная онлайн-игра в жанре фантастического градостроительства и стратегии.
- Grepolis — браузерная и мобильная онлайн-игра в жанре стратегии.
- The West — ролевая браузерная онлайн-игра о Диком Западе.
- Tribal Wars 2 — новая версия Войны племён, браузерная онлайн-игра.